# Улбугай
Улбугай (рос. Улбугай) — улус Тункинського району, Бурятії Росії. Входить до складу Сільського поселення Галбай.
Населення — 92 особи (2015 рік).